# リンドン・ラルーシュ
リンドン・ハーマイル・ラルーシュ・ジュニア（英：Lyndon Hermyle LaRouche Jr、1922年9月8日 - 2019年2月12日）は、アメリカ合衆国の政治活動家である。ラルーシュ運動とその主要組織である全国労働委員会幹部会（NCLC）の創設者で陰謀論者、泡沫候補として大統領選にたびたび出馬したこともある。

## 生涯
ニューハンプシャー州にクエーカー教徒の家庭に生まれる。ノースイースタン大学に進学するも中退。第二次世界大戦中は当初良心的兵役拒否から代替プログラムに従事していたが、1944年にアメリカ陸軍に入隊しビルマ戦線に従軍。復員後の1948年社会主義労働者党へ入党し、1953年にニューヨークへ移って経営コンサルタントをしながら極左として政治活動を続けた。
やがて労働者党から脱けてイギリスのトロツキストだったゲリー・ヒーリーのグループに参加、更にはここからも脱退して独自のマルクス"理論"を在野で講じながら1968年にNCLCを創設。学生運動に参加していた大学生を中心に労働者や市民を組織化したが、他の新左翼グループと激しく対立し内ゲバにまで発展した。
こうした新左翼との内ゲバの結果ラルーシュ一派は1970年代に極右に転向し、更にNCLCのニュースレターを通じてCIAなどアメリカ政府当局者とのコネを作った。この頃から自己啓発によるマインドコントロールについても着手し、ラルーシュの政治運動がたびたびカルトに例えられる一因になった。1988年に詐欺罪で有罪判決を受け、5年間服役した。